# Nicolaus Svenonis Medelius
Nicolaus Svenonis Medelius, död 16 maj 1672 i Adelövs församling, Jönköpings län, var en svensk präst.

## Biografi
Nicolaus Medelius blev 1654 kyrkoherde i Frinnaryds församling. År 1656 blev han kyrkoherde i Adelövs församling. Han avled 1672 i Adelövs församling.